# D11-es autópálya (Csehország)

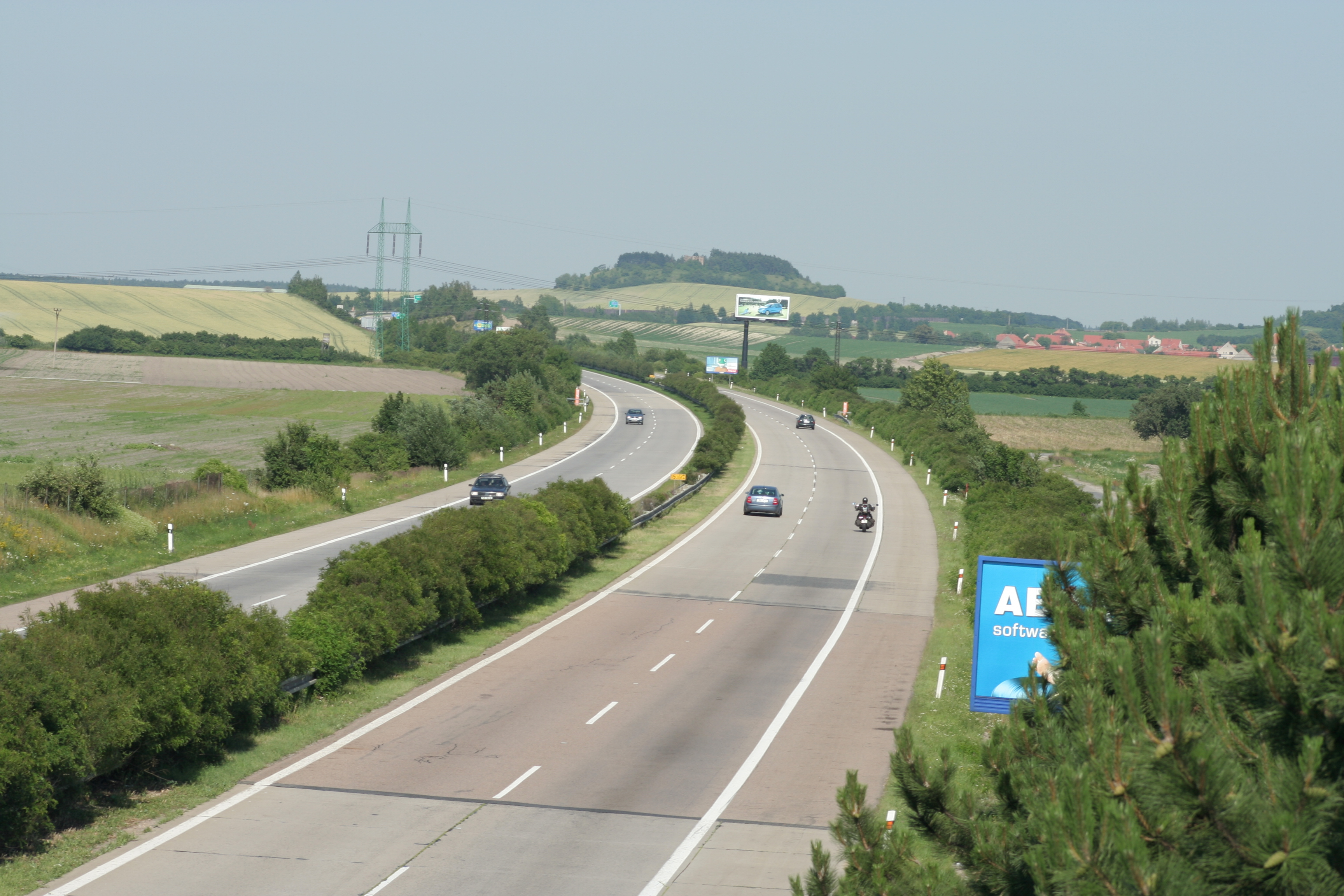
D11-es autópálya

A D11-es autópálya a D1-es autópálya prágai kivezető szakaszától Hradec Královéig tart.

## Története
A tervezése a Harmadik Birodalom idejében 1938-ban indult. A tényleges építése 1978-ban kezdődött el a Prága - Poděbrady - Libice nad Cidlinou - Libšany szakaszon. Az első autópályarészt 8,3 km hosszan a prágai szakaszon adták át. Ez tartalmazza a bővítés lehetőségét, ezért szélesebb kialakítással készült el 1978-ban. 1985-ben az autópálya elérte Sadskát és 26.7 kilométeres lett. 1990-ben megnyílt a Poděbrady-kelet kijárat és átadták az Elba hidat. A 42 km-es autópálya hossza aztán sok éven át nem változott. Az újabb 16.5 km szakasz megnyitására Dobšice - Chýšť között egészen 2005. december 20-ig kellett várni. A ma üzemelő pálya hiányzó 4 km-es szakaszát Hradec Králové előtt 2006. december 20-án avatták fel. 

## Fordítás
- Ez a szócikk részben vagy egészben az Dálnice 11 című német Wikipédia-szócikk fordításán alapul.  Az eredeti cikk szerkesztőit annak laptörténete sorolja fel. Ez a jelzés csupán a megfogalmazás eredetét és a szerzői jogokat jelzi, nem szolgál a cikkben szereplő információk forrásmegjelöléseként.